# Pasta ensucrada

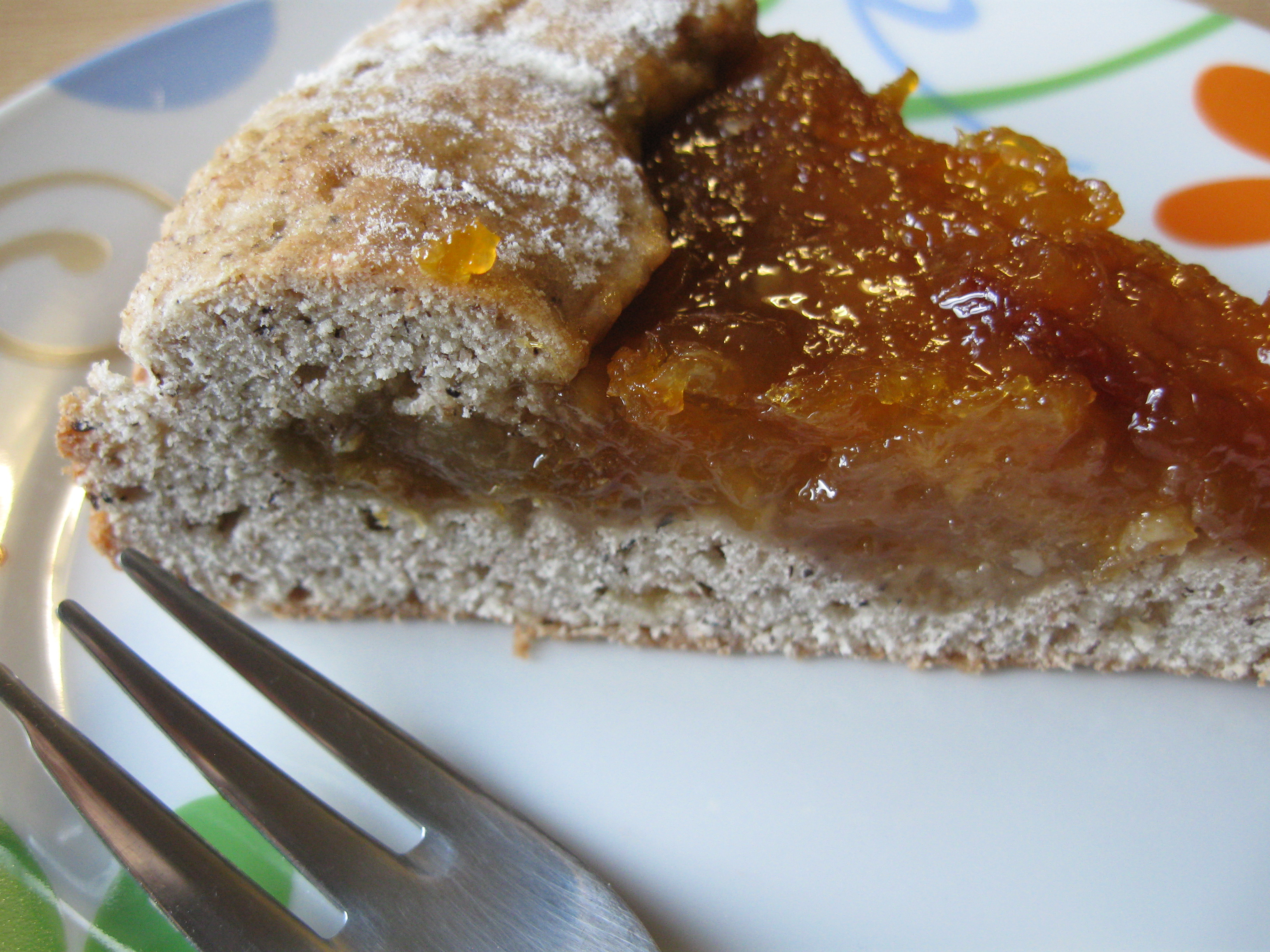
Pasta en sucrada d'una crostata

La pasta ensucrada o dolça és una de les pastes de base de la pastisseria. S'utilitza per a fer bases de tartes o pastissos.
És constituïda per ous, mantega, farina, sucre i sal. De vegades pot contenir fruita seca en pols (ametlles, avellanes, festucs, nous, cacau...).
Es diferencia de la pasta mantegada pel fet la mantega s'incorpora a la preparació treballant-la en fred amb sucre i no pas barrejant-la en dauets amb la farina: al principi es treballa la mantega sola per a constituir una mantega pomada, després es barreja amb la farina, el sucre i els ous.